# Bibi Andersson
Bibi Andersson (Berit Elisabet Andersson, født 11. november 1935 i Stockholm, død 14. april 2019) var en svensk skuespiller.
Bibi Andersson har været gift med instruktøren Kjell Grede og derefter folkparti-lederen Per Ahlmark. Hun var søster til balletdanserinden Gerd Andersson.
Hun gik på Terserus' teaterskole, derefter 1954-1956 Dramatens elevskole. Hun var 1956-1959 ansat ved Malmö stadsteater, 1959-1962 ved Dramaten, 1962 ved Uppsala stadsteater og siden 1963 ved Dramaten. I årene 1981-1983 var hun ansat ved Sveriges Television.
Hun har medvirket i mere end 90 film og tv-produktioner, og hun medvirkede ofte i Ingmar Bergmans film. Hun tog i 1982 initiativ til oprettelsen af foreningen Artister för fred.
Andersson boede mod slutningen af sit liv i Provence i Frankrig og på Djurgården i Stockholm.

## Film og tv-programmer (i udvalg)
- 1955 – Sommernattens smil
- 1957 – Det syvende segl
- 1957 – Ved vejs ende
- 1958 – Ansigtet
- 1958 – Livets under
- 1960 – Djævelens øje
- 1964 – Syv glade enker
- 1966 – Persona
- 1969 – Tænk på et tal
- 1973 – Scener fra et ægteskab
- 1973 – Afskedens time
- 1981 – Antigone (tv-skuespil)
- 1987 – Babettes gæstebud
- 2007 – Arn: Tempelridderen
- 2008 – Arn: Riget ved vejens ende